# ボブ・ディラン・モノ・ボックス
『ボブ・ディラン・モノ・ボックス』（英: The Original Mono Recordings）は、2010年にリリースされたボブ・ディランのスタジオ・アルバムのボックス・セット。デビュー作から8作目までの8アルバム9CDのモノラル・ミックス盤が収められている。
ビルボード200ではチャート最高152位を記録した。

## 収録アルバム
収録曲については各アルバムの項目を参照
- 『ボブ・ディラン』 - Bob Dylan
1962年3月19日リリース
- 『フリーホイーリン・ボブ・ディラン』 - The Freewheelin' Bob Dylan
1963年5月27日リリース
- 『時代は変る』 - The Times They Are a-Changin'
1964年1月13日リリース
- 『アナザー・サイド・オブ・ボブ・ディラン』 - Another Side of Bob Dylan
1964年8月10日リリース
- 『ブリンギング・イット・オール・バック・ホーム』 - Bringing It All Back Home
1965年3月27日リリース
- 『追憶のハイウェイ 61』 - Highway 61 Revisited
1965年8月30日リリース
- 『ブロンド・オン・ブロンド』 - Blonde on Blonde
1966年5月16日リリース
- 『ジョン・ウェズリー・ハーディング』 - John Wesley Harding
1967年12月17日リリース

## リリース
日本
| 日付           | レーベル | フォーマット | カタログ番号    | 付記                    |
| -------------- | -------- | ------------ | --------------- | ----------------------- |
| 2010年11月10日 | ソニー   | 9CD          | SICP-2951～2959 | 完全生産限定5,000セット |